# Michel Zanoli
Michel Jean-Paul (Michel) Zanoli (Haarlem, 10 de enero de 1968-Ámsterdam, 29 de diciembre de 2003) fue un ciclista profesional neerlandés. Fue profesional entre 1989 y 1996 ininterrumpidamente.
Falleció el 29 de diciembre de 2003 a los 35 años debido a una crisis cardíaca.

## Palmarés
| 1987 - 3 etapas de la Vuelta a Austria 1988 - 1 etapa del Cinturón a Mallorca 1989 - 2 etapas de la Redlands Bicycle Classic - New Jersey Classic | 1990 - 2 etapas del Tour de Trump 1991 - CoreStates USPRO Championship - 1 etapa de la Vuelta a España |

## Resultados en las grandes vueltas
| Carrera         | 1989 | 1990 | 1991 | 1992 | 1993 | 1994 | 1995 | 1996 |
| --------------- | ---- | ---- | ---- | ---- | ---- | ---- | ---- | ---- |
| Giro de Italia  | -    | -    | -    | -    | -    | -    | -    | -    |
| Tour de Francia | -    | -    | -    | -    | -    | -    | -    | -    |
| Vuelta a España | -    | -    | Ab.  | -    | -    | -    | -    | -    |
| Mundial en Ruta | -    | -    | -    | -    | -    | -    | -    | -    |

-: no participa

Ab.: abandono